# ID：2
Albums de Nanase Aikawa
Purana
(2001) 7 seven
(2004)
Compilations par Nanase Aikawa
ID
(1999) Rock or Die
(2010)
Singles
ID：2 est la 2e compilation de Nanase Aikawa, sorti sous le label Avex Trax le 26 mars 2003 au Japon. Il atteint la 29e place du classement de l'Oricon et reste classé pendant 8 semaines. Il sort au format CD et 2CDs édition limitée.

## Liste des titres
| 1.  | Cosmic Love                                      |  |
| 2.  | Heat of the night                                |  |
| 3.  | Sekai wa kono Te no Naka ni (世界はこの手の中に) |  |
| 4.  | Jealousy                                         |  |
| 5.  | Crying                                           |  |
| 6.  | Hanabi ga Owaru Koro (花火が終わる頃)            |  |
| 7.  | China Rose                                       |  |
| 8.  | Midnight Blue                                    |  |
| 9.  | Seven Seas                                       |  |
| 10. | No Future                                        |  |
| 11. | Sakura Saku (サクラサク)                         |  |
| 12. | Dandelion                                        |  |
| 13. | Owarinai Yume (終わりない夢)                     |  |
| 14. | Roppongi Shinjyu (六本木心中)                    |  |

| 1. | Yumemiru Shōjō Ja Irarenai (Arranged by Polysics) (夢見る少女じゃいられない) |  |
| 2. | Like a Hard Rain (Arranged by John Taylor with Dan Chase)                    |  |
| 3. | Cosmic Love (Arranged by Dance☆Man)                                          |  |